# Eumastacoidea
Super-famille
Les Eumastacoidea sont une super-famille d'insectes orthoptères.

## Distribution
Les espèces de cette super-famille se rencontrent en Amérique, en Asie, en Afrique et en Océanie..

## Liste des familles
Selon Orthoptera Species File (13 juillet 2018) :
- Chorotypidae Stål
- Episactidae Burr, 1899
- Eumastacidae Burr, 1899
- Euschmidtiidae Rehn, 1948
- Mastacideidae Rehn, 1948
- Morabidae Rehn, 1948
- Thericleidae Burr, 1899
- †Promastacidae Kevan & Wighton, 1981

## Publication originale
- Burr, 1899 : Essai sur les Eumastacides. Anales de la Sociedad española de Historia natural, vol. 28, p. 75-112.